# Jadwiga Siniarska-Czaplicka
Jadwiga Siniarska-Czaplicka (ur. 23 września 1913 w miejscowości Jasień koło Włocławka, powiat włocławski, zm. 22 października 1986 w Łodzi) – polska naukowczyni, historyczka papiernictwa, bibliofilka, bibliotekarka.

## Studia
Po ukończeniu studiów w École Sociale w Brukseli (1931–1932), osiadła w Warszawie i początkowo studiowała prawo na Uniwersytecie Warszawskim (UW), ale przerwała je w 1935. W 1958 ukończyła studia bibliotekoznawcze na Uniwersytecie Łódzkim (UŁ) i zajęła się historią papiernictwa. W 1961 na UW na podstawie pracy Znaki wodne papierni Mazowsza, napisanej pod kierunkiem A. Birkenmajera (opublikowanej w 1961) obroniła doktorat. W 1971 na podstawie rozprawy Papiernictwo na ziemiach Środkowej Polski (opublikowanej w 1966) uzyskała habilitację.

## Życie, praca zawodowa i naukowa
Po napaści Niemiec hitlerowskich na Polskę co rozpoczęło II wojnę światową i zajęciu przez Niemców Warszawy została w 1939 z niej wysiedlona, przebywała m.in. w Kozarach pod Warszawą. Po zakończeniu wojny w 1945 związała się z Łodzią i tu mieszkała do śmierci. W latach 1949–1971 pracowała jako bibliotekarz a następnie kustosz w bibliotece Instytutu Celulozowo-Papierniczego (do 1951 było to Centralne Laboratorium Celulozowo-Papiernicze). W latach 1971–1978 była docentem w Instytucie Historii Kultury Materialnej PAN. Jednocześnie wykładała w Studium Podyplomowym z zakresu bibliotekoznawstwa na UW (1972–1974). Na emeryturę przeszła w 1978.

## Dorobek naukowy
W jej dorobku naukowym, poza wymienionymi pracami, wyróżniają się pionierskie studia nad filigranami drukarń działających na terytorium dawnej Rzeczypospolitej m.in.:
- Filigrany papierni położonych na obszarze Rzeczypospolitej Polskiej od początku XVI do połowy XVIII wieku (1969);
- Katalog filigranów czerpalni Rzeczypospolitej zebrany z papierów tłoczonych w latach 1500–1800 (1983) obejmujący kolekcję ponad 13 000 filigranów.

Zajmowała się także historią wzajemnych relacji między papierniami i drukarniami. Z dziedziny tej opublikowała wiele artykułów na łamach m.in. „Kwartalnika Historii Kultury Materialnej", m.in.
- Papier druków oficyn krakowskich, gdańskich i królewieckich (1500–1550) opublikowany w 1974.

Poza pracami naukowymi, była też autorką książki, będącej opowieścią o losach jej rodziny:
- Przeminęło z wojnami, Wydawnictwo Diecezji Pelplińskiej „Bernardinum” 2003, ISBN 83-7380-092-1

## Działalność społeczna
- Była członkinią Zarządu Międzynarodowego Stowarzyszenia Historyków Papieru (od 1984  członkinią honorową, uczestniczką międzynarodowych kongresów tej organizacji).
- Była członkinią Stowarzyszenia Bibliofilów Polskich.
- Była organizatorką i członkinią Komisji Historycznej Stowarzyszenia Inżynierów i Techników Przemysłu Papierniczego (od 1992 o nazwie Stowarzyszenia Papierników Polskich).
- Była w Łodzi współorganizatorką Klubu Miłośników Książki, przekształconego w 1967 w Łódzkie Towarzystwo Przyjaciół Książki.

## Wyróżnienia i odznaczenia
- Złoty Krzyż Zasługi
- Honorowa Odznaka Miasta Łodzi
- wyróżnienia resortowe